# مصور

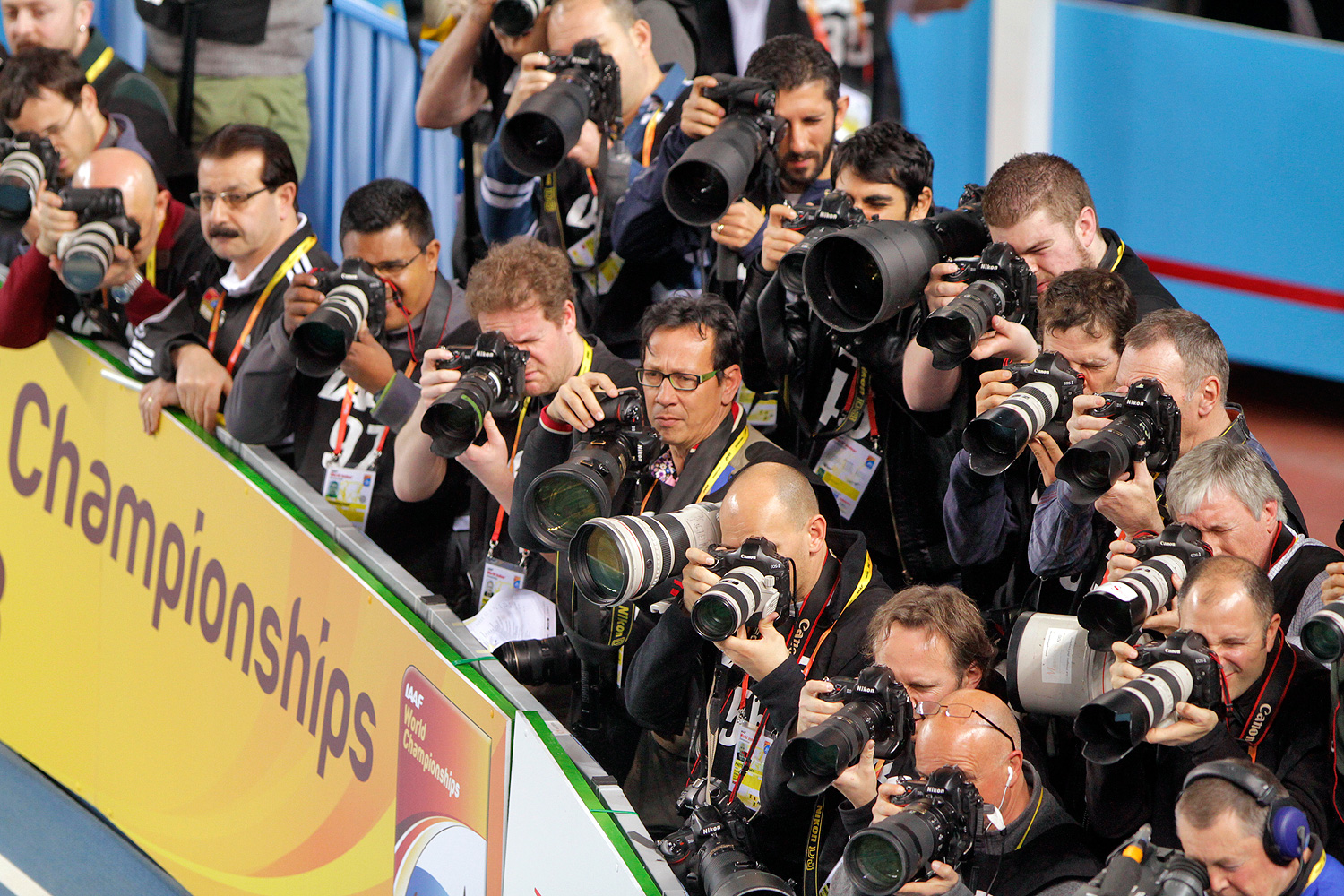
مجموعة مصورين يلتقطون صور خلال مباراة رياضية

المصور (بالإنجليزية: Photographer) هو الشخص الذي يلتقط الصور. وهو يستخدم التصوير الفوتوغرافي لكسب المال أو كما يفعل المصورون الهواة حيث يلتقطون الصور الفوتوغرافية للمتعة وتسجيل الحدث والعاطفة والمكان أو أي شخص.